# Haxgrundet
Haxgrundet är ett skär i Åland (Finland). Det ligger i Skärgårdshavet eller Bottenhavet och i kommunen Hammarland i landskapet Åland, i den sydvästra delen av landet. Ön ligger omkring 31 kilometer nordväst om Mariehamn och omkring 290 kilometer väster om Helsingfors.
Öns area är 0,4 hektar och dess största längd är 120 meter i nord-sydlig riktning. I omgivningarna runt Haxgrundet växer i huvudsak barrskog. Runt Haxgrundet är det glesbefolkat, med 8 invånare per kvadratkilometer.. Närmaste större samhälle är Finström, 17,6 km öster om Haxgrundet.